# Зубчук, Михаил Петрович
Михаил Петрович Зубчук (22 ноября 1967, Москва — 9 ноября 2015, Москва) — советский и российский футболист, выступавший на позиции нападающего и полузащитника. Играл в высших дивизионах СССР, Украины, Молдавии и России.

## Биография
Воспитанник московской Футбольной школы молодёжи. В 1984 году сыграл два матча за дубль московского «Торпедо», затем был призван в армию и выступал во второй лиге за резервный состав ЦСКА. В основном составе армейцев дебютировал 26 сентября 1987 года в матче Кубка Федерации против «Торпедо», а в высшей лиге единственный матч сыграл 15 ноября 1987 года против «Кайрата».
В 1988 году покинул ЦСКА и провёл три сезона в составе николаевского «Судостроителя», с перерывом в мае-июне 1989 года, когда выступал за запорожский «Металлург». В последнем сезоне чемпионата СССР выступал за «Кривбасс».
После распада СССР присоединился к винницкой «Ниве», дебютировал в высшей лиге Украины 18 марта 1992 года в матче против «Шахтёра». 27 марта 1992 года в игре с «Карпатами» забил свой первый гол в высшей лиге. Всего в весеннем сезоне 1992 года футболист сыграл 17 матчей и забил 4 гола, а его команда вылетела из высшей лиги. Осенью 1992 года продолжал играть за «Ниву» в первой лиге, а в ноябре того же года сыграл три матча в чемпионате Молдавии за бендерскую «Тигину», единственный гол забил 21 ноября 1992 года в ворота «Трикона» из Кагула.
В 1994 году вернулся в Россию и присоединился к раменскому «Сатурну», с этой командой поднялся из третьего дивизиона во второй. В 1996 году с воронежским «Факелом» занял третье место в первом дивизионе и завоевал право на выход в высший дивизион. В высшей лиге России дебютировал 17 марта 1997 года в матче против «Зенита». Всего в ходе сезона сыграл 9 матчей, ни один из которых не отыграл полностью, и во время летнего перерыва покинул «Факел».
В дальнейшем сменил несколько команд первого и второго дивизионов, нигде надолго не задерживаясь. В 1998 году в составе раменского «Сатурна» стал победителем первого дивизиона. Последним профессиональным клубом Зубчука стал в 2003 году московский «Уралан-ПЛЮС». На любительском уровне футболист выступал за клубы Москвы и Подмосковья до 41-летнего возраста.
Всего за карьеру сыграл более 400 матчей и забил более 100 голов.
После окончания спортивной карьеры работал помощником депутата в Москве. Был женат, есть сын.
Скончался 9 ноября 2015 года на 48-м году жизни после тяжёлой болезни.